# 가토 마코토
가토 마코토(일본어: 河東 真, 1939년 5월 14일 ~ )는 일본의 전 프로 야구 선수이다. 도쿄도 출신이며 현역 시절 포지션은 내야수였다.

## 인물
호세이 2고등학교(현: 호세이 대학 제2 고등학교) 시절에는 2학년(1956년)부터 주전을 차지하여 1957년 하계 고시엔 대회(제39회 전국 고등학교 야구 선수권 대회)에 출전했는데 팀은 준우승에 그쳤다. 고교 시절에는 5번 타자였다. 당시 팀 동료로는 오가와 히로시(후에 한큐 브레이브스에 입단)가 있는데 오가와는 고교 시절에 4번 타자로 활약한 경험이 있다.
1962년 요미우리 자이언츠에 입단했다. 하지만 요미우리 내야진은 선수층이 워낙 두터워 정작 프로에서는 거의 출전 기회를 얻지 못했다. 대타나 대주자로서 출전할 수 밖에 할 수 없었고 수비에 임하는 일은 거의 없었다. 1964년을 끝으로 현역에서 은퇴했다.

## 상세 정보

### 출신 학교
- 호세이 2고등학교(현: 호세이 대학 제2 고등학교)

### 선수 경력
- 요미우리 자이언츠(1962년 ~ 1964년)

### 등번호
- 61(1962년 ~ 1964년)

### 연도별 타격 성적
| 연 도      | 소 속      | 경 기 | 타 석 | 타 수 | 득 점 | 안 타 | 2 루 타 | 3 루 타 | 홈 런 | 루 타 | 타 점 | 도 루 | 도 루 자 | 희 생 번 | 희 생 플 | 볼 넷 | 고 4 | 사 구 | 삼 진 | 병 살 타 | 타 율 | 출 루 율 | 장 타 율 | O P S |
| ---------- | ---------- | ----- | ----- | ----- | ----- | ----- | ------- | ------- | ----- | ----- | ----- | ----- | -------- | -------- | -------- | ----- | ---- | ----- | ----- | -------- | ----- | -------- | -------- | ----- |
| 1963년     | 요미우리   | 2     | 2     | 2     | 0     | 0     | 0       | 0       | 0     | 0     | 0     | 0     | 0        | 0        | 0        | 0     | 0    | 0     | 1     | 0        | .000  | .000     | .000     | .000  |
| 1964년     | 요미우리   | 4     | 0     | 0     | 1     | 0     | 0       | 0       | 0     | 0     | 0     | 0     | 0        | 0        | 0        | 0     | 0    | 0     | 0     | 0        | ----  | ----     | ----     | ----  |
| 통산 : 2년 | 통산 : 2년 | 6     | 2     | 2     | 1     | 0     | 0       | 0       | 0     | 0     | 0     | 0     | 0        | 0        | 0        | 0     | 0    | 0     | 1     | 0        | .000  | .000     | .000     | .000  |